# هيلين سميث (كاتبة)
هيلين سميث (بالإنجليزية: Helen Smith)‏ هي كاتِبة بريطانية، ولدت في 1 نوفمبر 1968 في بريكستون في المملكة المتحدة.